# Carlos T. Gattinoni
Carlos Tomás Gattinoni (Junín, 17 de junio de 1907 - 2 de abril de 1989) fue un obispo de la Iglesia Metodista Argentina, el primero elegido desde que esta última declaró su autonomía, fuertemente involucrado en movimientos de derechos humanos, miembro fundador de la Asamblea Permanente por los Derechos Humanos (APDH) y de la comisión de notables que integró la Comisión Nacional sobre la Desaparición de Personas (CONADEP).

## Biografía

### Primeros años
El obispo metodista Carlos Tomás Gattinoni nació en Junín, Argentina, el 17 de junio de 1907. Fue el primer hijo del matrimonio integrado por el pastor Juan Gattinoni y su esposa Minnie Rayson. Siendo el mayor de diez hermanos, pasó parte de su infancia y adolescencia en Montevideo, para luego ir a vivir a Buenos Aires.

### Estudios y primeros años de trabajo
Realizó sus estudios teológicos en el Seminario Evangélico de Teología, más tarde la Facultad Evangélica de Teología. Desde muy joven fue dueño de una buena y sustanciosa predicación que le llevó a colaborar en numerosas tareas pastorales, principalmente aquellas que tenían que ver con la evangelización y la predicación al aire libre. Al finalizar sus estudios teológicos fue pastor en la iglesia metodista de la Aguada, Uruguay; en Tiro Federal, Bahía Blanca; Remedios de Escalada, Pcia. de Buenos Aires; Venado Tuerto, Pcia. de Santa Fe; Iglesia Central de Montevideo, Uruguay; e Iglesia Central de Buenos Aires.
Fue superintendente de los distritos Central (1946) y Capital (1958-63) y Secretario de Educación Cristiana, de Evangelización y de Misiones y Avance. Ejerció la docencia dictando cursos en la Facultad Evangélica de Teología, en el Instítuto de la Asociación Cristiana de Jóvenes en Montevideo, Uruguay, en el Instituto Crandon y en el Instituto Bíblico de Buenos Aires.

### Obispado y publicaciones
Cuando la Iglesia Metodista en Argentina decidió la declaración de su autonomía en el año 1969, Carlos Gattinoni fue elegido como su primer obispo, cargo que ejerció hasta 1977 cuando se retiró por razones de edad. Siguió así los pasos de su padre, Juan, quien fue el primer obispo metodista argentino elegido en 1932 por la Iglesia Metodista Episcopal. Su retiro del episcopado no significó el retiro de la vida activa dentro de la iglesia. Desde 1977 estuvo a cargo del Servicio de Evangelización de la Iglesia Metodista y esta nueva tarea lo llevó a visitar a las iglesias y parroquias de todo el país organizando talleres de capacitación, seminarios, conferencias y campañas de evangelización. Era también el responsable de todas las publicaciones de este Servicio. Así mismo fue autor de unos quince libros. 
Su primera obra fue "La Eterna Contradicción” (1937). Los últimos de su autoría fueron "Voz del Cielo" , (1972) y "Brevario del Dador Alegre"  y "El Don del Espíritu" (1978),'"Principios del Movimiento Metodista" (1982), publicado por la Editorial La Aurora y dejó en prensa en la misma editorial su último original,  un comentario sobre el libro del Eclesiastés.
Además, fue traductor de varias obras de importancia, tales como, "El Protestantismo" de A N. Bertrand (del francés) y "Cristo y El Comunismo" de Stanley Jones, y otros.
Uno de sus libros más recientes fue "Ríase de mí conmigo" en el que incluyó decenas de anécdotas de la vida pastoral en las que reflejaba su buen humor y excelente disposición para hacer frente a las contrariedades.

### Trabajo por los Derechos Humanos
Su compromiso con el trabajo por la paz y la justicia lo llevó a participar activamente de movimientos sociales como el de Fraternidad y Reconciliación en la década del 40 y 50, los relacionados con la iglesia y la sociedad, y en la década del 70 con el trabajo por los refugiados y por los derechos humanos. En 1975 participó como cofundador de la Asamblea Permanente por los Derechos Humanos (APDH) y fue copresidente de esta entidad durante los años de la dictadura militar. Si bien ya no ejercía una tarea activa, continuaba siendo presidente honorario del organismo. En 1983 el Poder Ejecutivo lo distinguió, junto a otras nueve personalidades argentinas, al designarlo integrante de la Comisión Nacional sobre la Desaparición de Personas (CONADEP), que investigó la detención ilegal y desaparición de personas ocurridas durante la dictadura de 1976-1983. También formó parte de la comisión directiva del “Llamamiento de los 100 para seguir viviendo",  movimiento pacifista argentino.

### Trabajo ecuménico
En el ámbito internacional, representó a la Iglesia Metodista en numerosas consultas, conferencias y asambleas ecuménicas. Fue miembro del Fondo de Educación Teológica del Consejo Mundial de Iglesias (C.M.I), organismo que en pocos años produjo un número de obras fundamentales en el campo de la Teología, y del Comité Ejecutivo del Consejo Metodista Mundial. Su participación ecuménica dentro del país le valió el aprecio de líderes de otras denominaciones evangélicas e iglesias, tanto ortodoxas como católicas. Presidió la Federación Argentina de Iglesias Evangélicas (FAIE)(1967-73).

### Capellanía
Una vez jubilado, el Obispo Gattinoni desarrolló tareas de capellanía en el Sanatorio Evangélico "El Buen Samaritano". Su acompañamiento de los enfermos, silencioso pero constante, fue parte de su fructífero testimonio. En los últimos años le tocó en algunas oportunidades acompañar pastoralmente al Presidente de la Nación, Raúl Alfonsín, con quien tuvo oportunidad de orar y leer la Biblia. Este hecho fue reconocido por el propio Presidente, quien manifestó públicamente su aprecio, por las conversaciones mantenidas con el obispo durante sus visitas. 

## Fallecimiento
El Obispo Carlos Gattinoni estuvo casado con Emma Prag y fue padre de dos hijas, Marta y Betty y abuelo de tres nietos. Falleció luego de una corta dolencia el domingo 2 de abril de 1989.

## Compromiso con los Derechos Humanos
El compromiso de Carlos T. Gattinoni con los Derechos Humanos surge y se concreta a partir de su visión pastoral. Esta visión es: amar a las personas, comprenderlas, animarlas a vivir una vida digna y una profunda fe en que Dios es el Señor de la vida y de la Historia. Fiel a la herencia wesleyana-metodista.
Carlos T. Gattinoni fue obispo de la Iglesia Evangélica Metodista Argentina (IEMA) desde 1969 hasta 1977. Luego de jubilarse y hasta su fallecimiento fue considerado Obispo Emérito, fue Secretario de Evangelización de la IEMA.
En su tiempo de episcopado, se vivieron situaciones de mucha violencia en nuestro país. Carlos estaba claramente comprometido con la paz y en el Movimiento de la No Violencia. En septiembre de 1973 se produce el golpe militar en Chile y la IEMA, bajo su episcopado, junto a otras Iglesias protestantes y algunos sectores de la Iglesia católica organizan en articulación con el Alto Comisionado de Naciones Unidas para los Refugiados.
La oficina episcopal de Carlos Gattinoni fue un lugar de constante visitas de personas que perdieron todo y estaban refugiadas, madres y padres que perdieron su hijos por desaparición forzada, líderes de Iglesias y Movimientos preocupados por qué hacemos ante tanta violencia e injusticia, gente metodista y gente de otros credos. Carlos nunca dejó de entrevistarse con alguien por temor a una represalia posterior. [cita requerida]. 
Fue a fines de 1975 cuando Carlos, junto con otras personalidades religiosas y seculares, fundan la Asamblea Permanente por los Derechos Humanos. Su fundación fue en la Primera Iglesia Metodista de la calle Corrientes. Todavía el golpe de la Dictadura militar no había mostrado toda su virulencia. Las Madres y las Abuelas de Plaza de Mayo no existían aún. [cita requerida]Las cosas no estaban claras para nadie. El tema violencia-no violencia estaba en su nivel más alto. Las dudas y luego los enfrentamientos se hicieron presentes en la gente común. ¿Esto está sucediendo o son todas mentiras?
Carlos T. Gattinoni recibió en su oficina episcopal, y por cierto en APDH, a las madres y a las abuelas en sus inicios. Oró con ellas y avaló su incipiente organización ante el Consejo Mundial de Iglesias que tanto ayudó económica y políticamente a todos los organismos de Derechos Humanos.
Rául Alfonsín fue uno de los presidentes de la APDH, junto con Carlos. Se conocían y se apreciaban, no es que fueran amigos sino que se reconocían en sus roles. [cita requerida]
Tan esa así, que Carlos fue varias veces a Olivos para hablar con Raúl Alfonsín, sin hacer prensa con ello. No hablaba de política (no era el interés de Carlos), sino para orar con él y por él. Cuando Dios llamó a Carlos a Su presencia, Don Raúl Alfonsín, Presidente de la República Argentina, no dejó de estar en su velorio.[cita requerida]
Alguna vez le pregunté a Carlos si yo, como pastor, podía ser político. La respuesta fue sincera y coherente. Supongo que quizás sí. Yo no puedo. No puedo mentir o negociar sobre principios fundamentales para mi vida. La política exige negociar, decir y desdecirse. Que tu sí sea si y que tu no sea no dice el Evangelio y yo le entregado mi vida al Evangelio.
La Dictadura Militar (76-83) en Argentina fue muy dura. Uno de los méritos del Gobierno de Raúl Alfonsín fue someter a juicio a sus responsables.[cita requerida] Antes de llegar a este proceso judicial, decidió establecer la Comisión Nacional sobre la Desaparición de Personas (CONADEP), dependiente del Ministerio del Interior que a la sazón conducía Antonio Troccoli.  Los organismos de Derechos Humanos miraban con mala cara esta decisión pues entendían que el trabajo de investigación lo debía realizar una Comisión Bicameral (Senadores y Diputados) para darle la legalidad requerida. La CONADEP era una comisión conformada por notables, presidida por el escritor Ernesto Sabato a la cual fueron invitados representantes de ambas cámaras, pero solo participaron dos diputados. Entre los notables que designó Raúl Alfonsín había tres religiosos: el Rabino Marshal Meyer (Judío), el Obispo Jaime De Nevares (Católico) y el Obispo Carlos T. Gattinoni (Evangélico Metodista).
El día en que nos enteremos a través de los medios de comunicación la constitución de la CONADEP y los nombres de las personas que la conformaban, recibo una llamada telefónica en mi domicilio de Graciela Fernández Meijide, con quien yo trabajaba en la APDH hacia varios meses. [cita requerida]En su comunicación Graciela me explicaba el pensamiento de varios organismos de DDHH en el sentido de que esta comisión era una jugada del Ministro de Interior para impedir que se instituyera la Comisión Bicameral de Investigación de lo acontecido durante la Dictadura. Ellos entendían que Carlos T. Gattinoni, uno de los presidentes de la APDH, no debía prestarse a ese juego y que probablemente su inocencia política le hiciera tomar una decisión equivocada. En ese mismo llamado me pedía que, como familiar cercano, le hablara en confianza para explicarle estas cosas y le ayudara a recapacitar sobre esta designación. Yo entendí lo planteado, y en mi astucia o inocencia política, decidí llamarlo por teléfono.
La conversación telefónica fue corta, pastoral, coherente, sincera y más o menos así:
“Carlos, mirá, la gente de los organismos está planteando que esto de la CONADEP es una movida política, tendiente a dejar de lado la propuesta de una Bicameral que investigue y que quizás sería mejor que no aceptes formar parte en esta oportunidad…..”
“Mirá”, me contestó, “como tu sabes he recibido mucha gente en mi oficina angustiada buscando a sus hijos o nietos y siempre le he pedido a Dios que nos muestre el camino que ayude a salir de este dolor a tanta gente. Cuando Dios me responde y me llama a servir en una cosa como esta yo no puedo hacerme el tonto, yo no puedo mirar para otro lado…”
En esa actitud, en esa certeza, en esa decisión, entendí claramente que no había ninguna inocencia, que no había cálculo político alguno en Don Carlos Gattinoni, Obispo Evangélico. Entender la Voluntad de Dios en momentos cruciales y de mucha presión, sólo es posible a través de la fe y la fidelidad a sus mandamientos. Es sabido y reconocido por todos que, no sólo la Comisión Bicameral no existió ni hubiera podido existir, sino el valor histórico y trascendente que tuvo el trabaja de la CONADEP, y su informe “Nunca más”. 
Carlos y otros miembros de la CONADEP entraron en la ESMA y en varios otros centros clandestinos de detención. Tuvieron presiones por todos lados, “descendieron a los infiernos”, como bien supo decir su presidente Ernesto Sabato. Dentro de los notables había personas que no se animaron a hacer ese itinerario. Había que tener una fuerza espiritual importante para poder hacerlo. Cada vez que salió de su casa para ir a la CONADEP Carlos Gattinoni tenía la seguridad de que el mismo Dios que lo enviaba, lo protegía.
| Predecesor: Sante Uberto Barbieri | Carlos T. Gattinoni 1969-1977 | Sucesor: Federico Pagura |

- Datos: Q5751890